# Witry-lès-Reims
Witry-lès-Reims (auf Champenois: Vuytry) ist eine französische Gemeinde mit 4958 Einwohnern (Stand: 1. Januar 2022) im Département Marne in der Region Grand Est. Sie gehört zum Arrondissement Reims und ist Mitglied im Gemeindeverband Communauté urbaine du Grand Reims. Die Einwohner werden Witryats und Witryates genannt.
Die Gemeinde erhielt 2023 die Auszeichnung „Drei Blumen“, die vom Conseil national des villes et villages fleuris (CNVVF) im Rahmen des jährlichen Wettbewerbs der blumengeschmückten Städte und Dörfer verliehen wird.

## Geografie

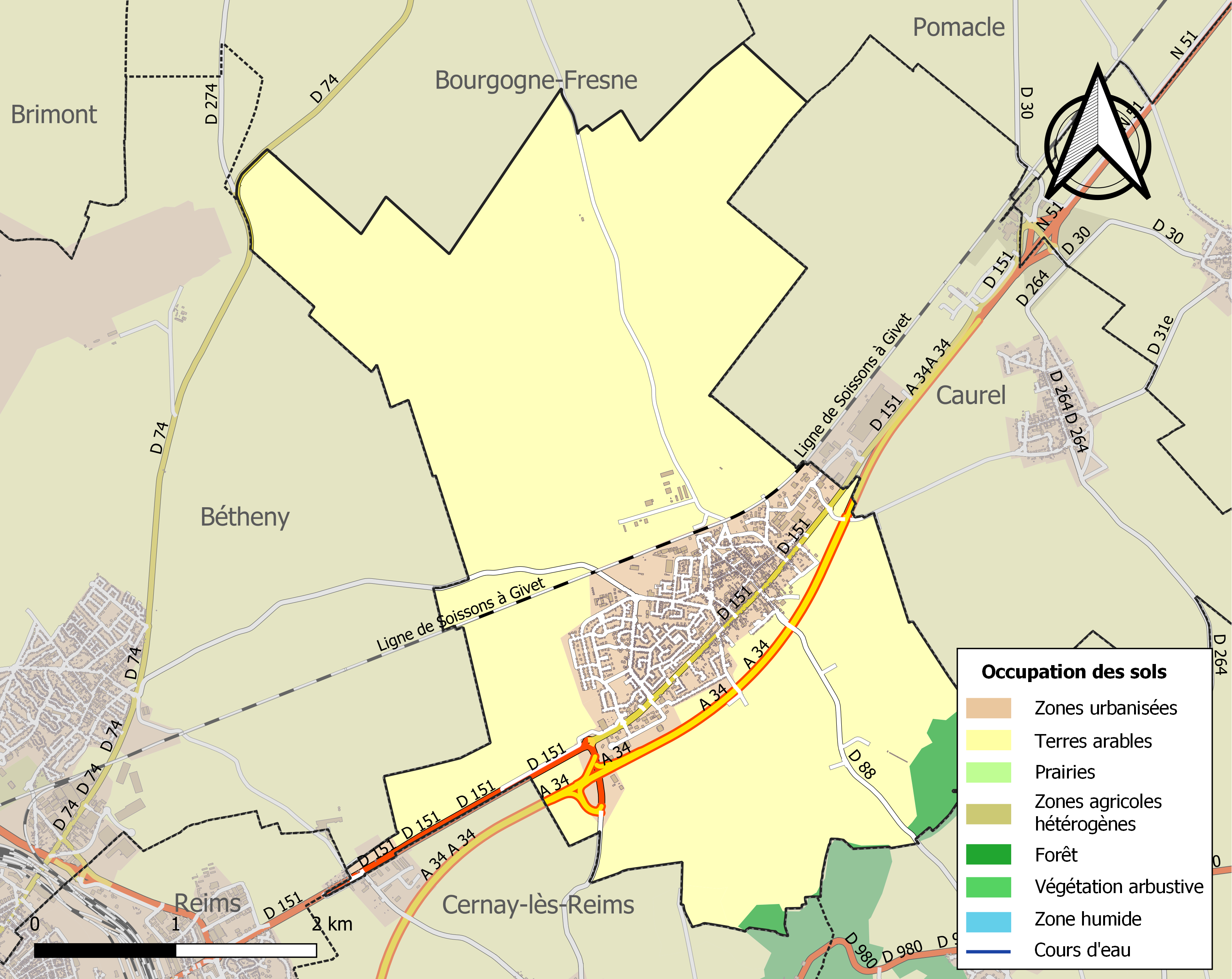
Bodennutzung und Infrastruktur der Gemeinde (2018)

Witry-lès-Reims liegt etwa 7,5 Kilometer nordöstlich von Reims im Norden der historischen Provinz Champagne. Die Fläche der Gemeinde weist keine Fließgewässer auf. Das Zentrum liegt auf einer Höhe von etwa 130 m. Das Gelände steigt nach Südosten hin bis auf 186 m Höhe an, nach Norden hin fällt es unter 100 m ab.
Ein kleiner Teil des Gebiets von Witry-lès-Reims gehört zur ZNIEFF-Naturzone „Massif forrestier du Mont de Berru“ (210000715). Etwa 85 % der Fläche der Gemeinde werden landwirtschaftlich genutzt, der Anteil an bebautem Gelände beträgt etwa 7 %, an industriellem oder gewerblichem Gelände etwa 6 %, vor allem durch den Anteil am Gewerbegebiet Parc d’activités de Witry-Caurel, etwa 2 % sind bewaldet (Stand: 2018).
Umgeben wird Witry-lès-Reims von den Nachbargemeinden Bourgogne-Fresne im Norden, Pomacle im Nordosten, Caurel im Osten, Berru im Südosten, Cernay-lès-Reims im Süden, Reims im Südwesten und Bétheny im Westen.

## Geschichte
Laut „L’histoire de Witry“, veröffentlicht von Pater Desailly, Priester von Witry, im Jahr 1870, ist Witry-lès-Reims gallischen Ursprungs und existierte bereits vor der römischen Eroberung. Sein Name könnte vom Namen der römischen Legion Victrix abgeleitet sein, die sich auf seinem Territorium aufhielt.
Im Mittelalter war das heutige Gebiet der Gemeinde mit kleinen unabhängigen Dörfern übersät, deren Namen La Mairie (zerstört um 1300), Coutmartin (zerstört um 1450), La Neuville (zerstört um 1530), Marqueuse (zerstört um 1650) und Burigny (um 1650 zerstört) waren. Da diese Dörfer im Gegensatz zu Witry nicht von Stadtmauern umgeben waren, sind sie vollständig verschwunden und haben ihre Namen nur noch in Form von Lieu-dits hinterlassen. Witry war nie von einem örtlichen Seigneur abhängig. Die Ländereien wurden vom Kapitel von Saint-Symphorien verwaltet, der ältesten Kirche in Reims, die sich nicht weit von der heutigen Kathedrale entfernt befand. Es war diese Kirche, die das Recht auf Gerichtsbarkeit hatte und an die die Einwohner von Witry bis zur Französischen Revolution Steuern zahlten. Witry hatte die Besonderheit, dass es für die damalige Zeit eine besonders aufgeklärte Bevölkerung gab. Bereits 1577 gab es im Dorf eine Schule, als es nur wenige hundert Einwohner gab (444 im Jahr 1663), und 1614 gab es in Witry eine Buchhandlung und Bibliothek. Unter Ludwig XIV. erreichte die Alphabetisierungsrate der Männer bereits 83 %.
Jean Rousseau, der in Witry geboren wurde, sollte der Erzieher der Kinder des Herzogs von Aiguillon, einem Minister unter Ludwigs XV., werden. Im Rahmen des Nationalkonvents zum Abgeordneten von Paris gewählt, wurde er dann Mitglied des Ältestenrats, Graf des Kaiserreichs und Kommandeur der Ehrenlegion und ist heute im Panthéon begraben.
Seit Beginn des 20. Jahrhunderts stand Witry entschieden an der Spitze des Fortschritts. Witry-lès-Reims war eine der ersten ländlichen Gemeinden überhaupt, die über Wasser- und Stromversorgung verfügte. Die entsprechenden Anlagen wurden 1912 eingeweiht. 1906 wurde in der Gemeinde eine Automobilfabrik, die S.C.A.R., gegründet. (Société de Construction Automobile Rémoise), deren Produktion am Vorabend des Ersten Weltkriegs etwa fünfzehn Fahrzeuge pro Monat erreichte, eine Zahl, die mit der des Renault-Werks in Boulogne-Billancourt zu dieser Zeit vergleichbar war.
In diesem Zusammenhang sollte der Krieg von 1914–1918 für Witry eine echte Katastrophe werden. Das Dorf und die Militärfestung waren bis Oktober 1918 ununterbrochen besetzt und alles wurde zerstört. Die Bevölkerungszahl, die im Jahr 1911 noch 1243 Einwohner betrug, betrug zehn Jahre später nur noch 904. Alles musste neu aufgebaut werden. Die Firma S.C.A.R. konnte ihren Betrieb nicht wieder aufnehmen. Das Unternehmen Marelli ließ sich stattdessen in Witry nieder, wo es mehr als ein halbes Jahrhundert lang Elektromotoren herstellte und die Stadt nachhaltig prägte. In den 1970er Jahren beschäftigte es bis zu 600 Mitarbeiter und trug zur Hälfte der finanziellen Mittel der Gemeinde bei.
Auch die örtliche Landwirtschaftsgemeinschaft blieb nicht außen vor. Sie beschloss, ihre Aktivitäten zu modernisieren, indem sie eine Genossenschaft gründete und 1947 einen der ersten zwanzig Mähdrescher kaufte, die in Frankreich eingeführt wurden.
Mit 1782 Einwohnern im Jahr 1975 erlebte Witry plötzlich tiefgreifende Veränderungen, die sich seine Einwohnerzahl im Jahr 1982 auf 4674 erhöhten. Mit der Gründung des Industriegebiets Les Nelmonts hat Witry gerade eine neue Etappe in seiner zweitausendjährigen Geschichte erreicht und wurde zu einer wichtigen Stadt im Pays Rémois.

## Bevölkerungsentwicklung

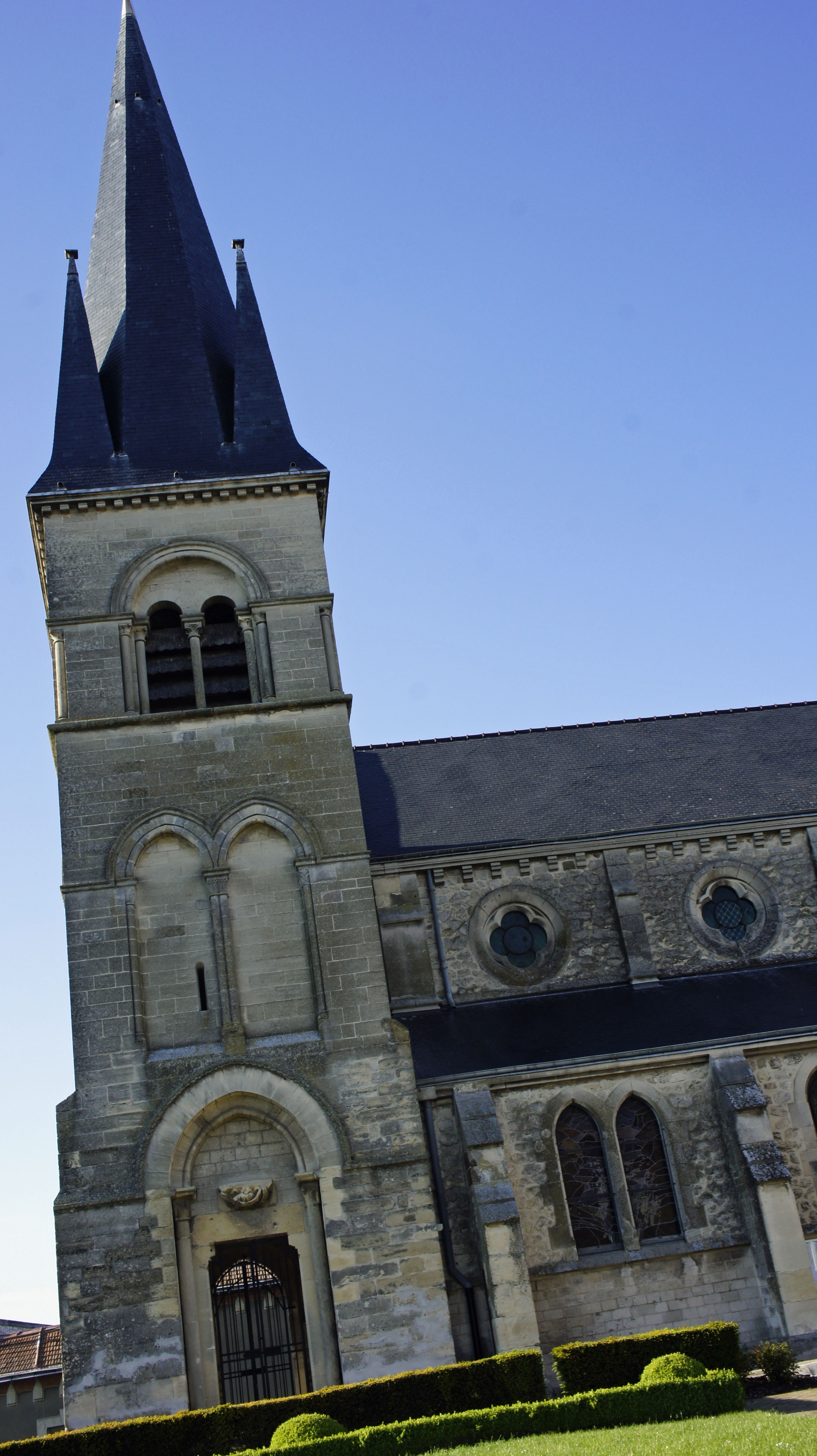
Kirche Saint-Symphorien

| Jahr                       | 1962  | 1968 | 1975 | 1982 | 1990 | 1999 | 2006 | 2013 | 2020 |
| Einwohner                  | 1.466 | 1502 | 1782 | 4674 | 4572 | 4625 | 4704 | 4833 | 4951 |
| Quellen: Cassini und INSEE |       |      |      |      |      |      |      |      |      |

## Sehenswürdigkeiten
- Kirche Saint-Symphorien, deren Kirchturm seit 1922 als Monument historique klassifiziert ist
- Mahnmal des Ersten Weltkrieges

## Verkehr
Die Autoroute A 34 von Reims nach Sedan durchquert das Gemeindegebiet von Südwest nach Nordost mit der Anschlussstelle 25. Die Departementsstraße D 151, die frühere Trasse der Route nationale 51, verläuft parallel zur Autobahn südwestlich nach Reims, in nordwestlicher Richtung nach Caurel und Lavannes. Die D 88 verbindet das Zentrum von Witry-lès-Reim im Südosten mit Berru. Lokale Landstraßen führen nach Bourgogne-Fresne im Norden, Cernay-lès-Reims im Süden und Bétheny im Westen.
Eine Buslinie der Transportgesellschaft Champagne Mobilités verbindet die Gemeinde mit Pomacle und mit Reims.
Die Bahnstrecke Soissons–Givet durchquert Witry-lès-Reims von Südwest nach Nordost ohne Haltepunkt.

## Persönlichkeiten
- Jean Rousseau, französischer Politiker, in Witry geboren
- Antonio Abenoza (1926–1953), spanischer Fußballspieler, nahe Witry bei einem Verkehrsunfall verstorben
- Francis Méano (1931–1953), französischer Fußballspieler, nahe Witry bei einem Verkehrsunfall verstorben